# Stazione di Göschenen
La stazione di Göschenen è una stazione ferroviaria posta sulla ferrovia del Gottardo, all'imbocco nord del traforo omonimo; la stazione è anche capolinea della ferrovia della Schöllenen, a scartamento metrico.
È posta nel centro abitato di Göschenen, nell'alta valle della Reuss nel cantone svizzero di Uri.

## Storia
La stazione venne aperta nel 1882 come parte della ferrovia del Gottardo. Per la sua posizione, all'imbocco nord della galleria di valico, acquisì subito una notevole importanza per l'esercizio.
Nel 1917 venne aperta la breve ferrovia della Schöllenen, diretta all'importante località turistica di Andermatt. Ciò rese la stazione di Göschenen un importante nodo di interscambio.

## Strutture
Come molte stazioni di valico, la stazione è sproporzionatamente grande rispetto alle dimensioni del paese. L'ampio piazzale permette di gestire le precedenze per il transito nel tunnel e di manovrare eventuali locomotive che, aggiunte ai treni in salita, fanno ritorno isolate a valle. 
Il portale nord della galleria del San Gottardo si trova sulla sponda destra del Reuss; immediatamente dopo l'uscita si stacca dalla linea principale il raccordo del vecchio deposito. Gli altri binari attraversano la Reuss con un breve ponte e arrivano sul piazzale della stazione.
Fino al 1980, anno di apertura del tunnel stradale del San Gottardo, tra Göschenen e Airolo esisteva anche un servizio di treni navetta per automobili. La navetta viene di tanto in tanto ripristinata in caso di chiusura del tunnel stradale.